# Objectif Emploi
 (juin 2021).
Objectif Emploi est un organisme à but non lucratif québécois offrant des services en développement de carrière, adaptés aux besoins d’une clientèle variée. Présent depuis plus de deux décennies dans le paysage montréalais, sa mission est d'accompagner les individus dans leur diversité à s'insérer et à se maintenir en emploi,.

## Histoire
Objectif Emploi a été mis sur pied à Montréal, en janvier 1993  et l'organisation a obtenu ses lettres patentes le 11 juin 1993. L’organisation a été créée pour répondre à des besoins locaux exprimés par le centre des ressources humaines Canada, bureau de Papineau, afin de desservir une clientèle spécifique, soit celle des 40 ans et plus.

## Mission et valeurs
(juin 2021).
L'organisme dit vouloir accompagner les personnes dans leurs démarches d’orientation et d’insertion au marché du travail (recherche, intégration et maintien), afin qu’ils puissent se réaliser et contribuer au développement de la société québécoise.
En partenariat avec Emploi-Québec, il offre ainsi des services d'accompagnement en vue de la recherche d'un emploi ou d'un retour aux études, d'activités de préparation au marché du travail, d'aide à la réorientation professionnelle, de conseil en orientation, de soutien pour intégrer ou réintégrer le marché du travail ainsi que des stages d'immersion professionnelle. Sa clientèle concerne en grande partie les personnes immigrantes et les minorités visibles. L'organisme se donne comme devoir de permettre au plus grand nombre de gens possible de réussir à se trouver un emploi dans le système d'employabilité du Québec, et d'ainsi leur faire connaître le système québécois.

## Distinction
En février 2021, dans le cadre de la 6e édition du colloque Quariera organisé par AXTRA, l'organisme s'est vu décerner le prix méritas 2021 du leadership pour souligner son travail dans le secteur de l’employabilité.
L'organisme est dirigé par Cecilia Soto-Flores,,.